# Шестой этаж пятиэтажного дома (роман)
Шестой этаж пятиэтажного дома (азерб. Beşmərtəbəli evin altıncı mərtəbəsi) — роман азербайджанского писателя Анара.

## История
Книга была издана в 1988 году. Роман переведён более чем на 40 языков.

## Сюжет
«Шестой этаж пятиэтажного дома» повествует о взаимоотношениях разведённой женщины и молодого человека. О начале этих отношениях также повествуется в романе «Белый порт». Все, включая семью Заура выступают против их отношений.

## Фильмография
По мотивам романа в 1993 году был снят фильм Тахмина. Режиссёром выступал Расим Оджагов. В главных ролях сыграли Фахраддин Манафов (Заур) и Мерал Конрат (Тахмина).